# Canthidium pseudaurifex
Canthidium pseudaurifex är en skalbaggsart som beskrevs av Vladimir Balthasar 1939. Canthidium pseudaurifex ingår i släktet Canthidium och familjen bladhorningar. Inga underarter finns listade.